# Îles de Sotavento
Pour les articles homonymes, voir Îles Sous-le-Vent.
Les îles de Sotavento (en portugais : Ilhas de Sotavento, les « Îles sous le vent »; en créole capverdien: Sotaventu) sont le groupe d'îles constituant la partie méridionale de l’archipel du Cap-Vert, opposées aux îles de Barlavento.

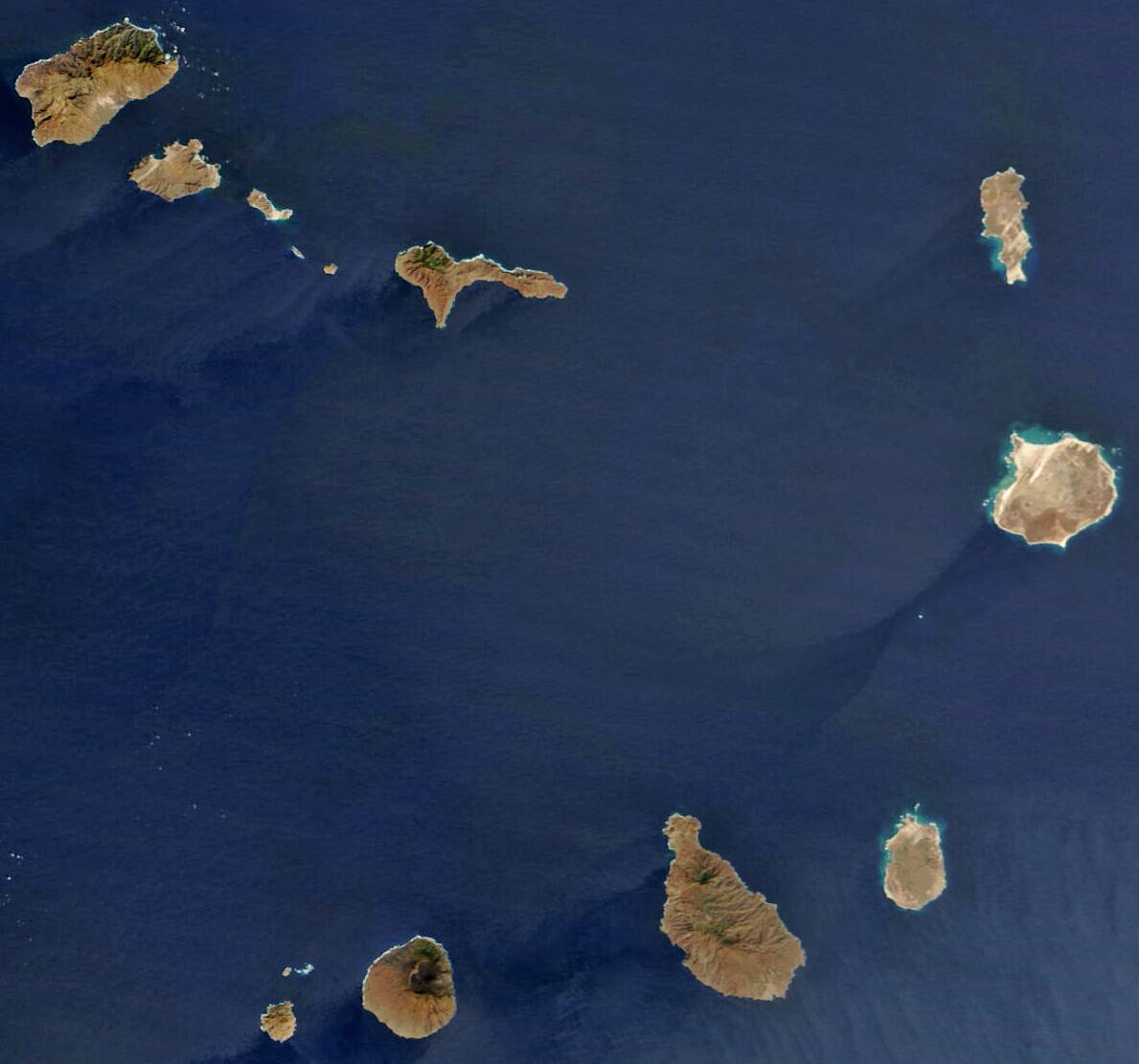
Image satellite des îles du Cap-Vert

## Les îles
Elles sont composées des îles :
- Maio, 269 km2
- Santiago, 991 km2
- Fogo, 476 km2
- Brava, 67 km2

## Population
Lors du recensement de 2010, les îles de Sotavento comptaient 324 062 habitants.